# Hengxiang Cycling Team/Saison 2015
Dieser Artikel listet Erfolge und Fahrer des Radsportteams Hengxiang Cycling Team in der Saison 2015 auf.

## Erfolge in der UCI Asia Tour
| Datum      | Rennen                     | Kat. | Sieger       |
| ---------- | -------------------------- | ---- | ------------ |
| 2. April   | 2. Etappe Tour of Thailand | 2.2  | Ma Guangtong |
| 8. Oktober | 5. Etappe Tour of China I  | 2.1  | Wang Meiyin  |

## Abgänge – Zugänge
| Zugänge                    | Team 2014 | Abgänge       | Team 2015 |
| -------------------------- | --------- | ------------- | --------- |
| Li Yingjun (ab 1. Oktober) |           | Shi Hao       | Unbekannt |
| Guo Xinlong                |           | Yang Zhanshan | Unbekannt |

## Mannschaft
| Name          | Geburtstag         | Nationalität        |
| ------------- | ------------------ | ------------------- |
| Gao Zhikang   | 15. September 1995 | Volksrepublik China |
| Guo Xinlong   | 19. März 1996      | Volksrepublik China |
| Li Yingjun    | 27. August 1996    | Volksrepublik China |
| Liu Jianpeng  | 12. März 1993      | Volksrepublik China |
| Ma Guangtong  | 5. Mai 1995        | Volksrepublik China |
| Wang Bo       | 12. September 1993 | Volksrepublik China |
| Wang Meiyin   | 26. Dezember 1988  | Volksrepublik China |
| Yan Meng      | 11. April 1995     | Volksrepublik China |
| Zhao Jingbiao | 6. März 1995       | Volksrepublik China |
| Zheng Zhang   | 1. Februar 1995    | Volksrepublik China |